# The X-Files, le film
Pour les articles homonymes, voir The X-Files.
Série X-Files : Aux frontières du réel
saison 5
(1997-1998) saison 6
(1998-1999)
Pour plus de détails, voir Fiche technique et Distribution.
The X-Files, le film : Combattre le futur ou Aux frontières du réel au Québec (The X-Files: Fight the Future) est un film américain réalisé par Rob S. Bowman et sorti en 1998. Adaptation cinématographique de la série américaine X-Files : Aux frontières du réel, l'histoire se situe chronologiquement entre les saisons 5 et 6 de la série télévisée.
David Duchovny et Gillian Anderson reprennent leurs rôles respectifs de Fox Mulder et Dana Scully. Affectés à Dallas après la fermeture de leur bureau des affaires non classées, les deux agents sont confrontés à un attentat terroriste contre un bâtiment fédéral. Leurs investigations, aidés d'un médecin paranoïaque, les mèneront à la découverte d'indices d'un complot mondial, et de l'existence d'un virus mortel, d'origine extraterrestre. Ils seront confrontés au puissant Syndicat, et notamment à l'homme à la cigarette, bien décidé à compromettre leur enquête et à les empêcher de découvrir la vérité. Mulder et Scully la poursuivront néanmoins du Texas à l'Antarctique, jusqu'à découvrir de terribles secrets.
Le film sort le 19 juin 1998 aux États-Unis et reçoit des critiques plutôt mitigées dans la presse. C'est malgré tout un succès au box-office avec plus de 189 millions de dollars récoltés dans le monde contre un budget de 66 millions de dollars. Un second film, X-Files : Régénération, sort dix ans plus tard en 2008.

## Synopsis

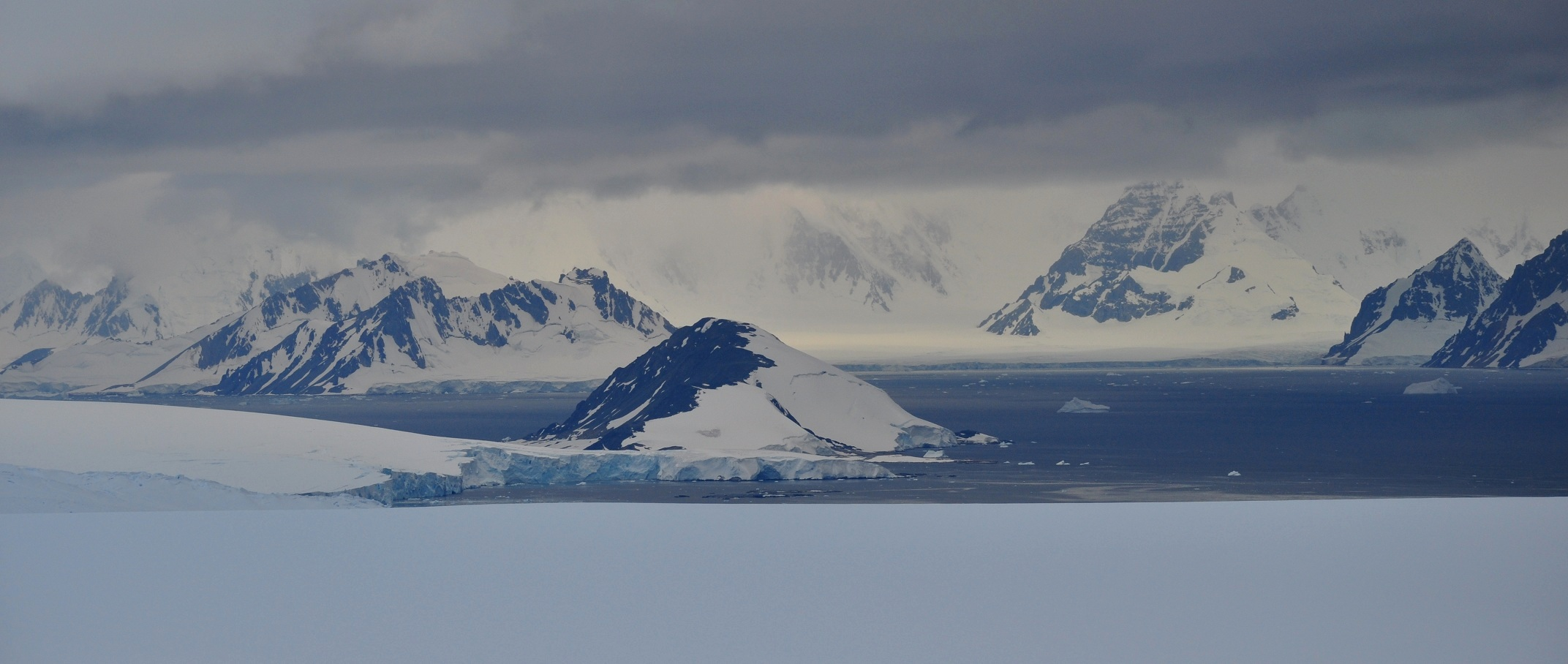
Antarctica (6), Laubeuf Fjord, Webb Island

En 35000 av. J.-C., en pleine période glaciaire, dans le futur Texas du Nord, deux hommes des cavernes rencontrent une forme de vie extraterrestre dans une grotte, qui tue l'un et infecte l'autre avec une substance noire semblable à de l'huile.
En 1998, un garçon nommé Stevie tombe dans un trou en jouant avec ses copains. Il est rapidement infecté par l'huile noire qui s'échappe du sol. Les pompiers qui entrent dans le trou pour le secourir n'en ressortent pas. Une équipe d'hommes portant des combinaisons Hazmat contre les matières dangereuses extrait plus tard les corps du garçon et des pompiers.
Une semaine plus tard, une alerte à la bombe est lancée dans un bâtiment fédéral à Dallas, découvrent la bombe dans un immeuble de l'autre côté de la rue. Sous les ordres de l'agent spécial en charge Darius Michaud, Fox Mulder et Dana Scully font partie de l'enquête. Mulder peine à rester motivé depuis la fin du « bureau des affaires non classées ». Il parvient malgré tout à trouver par hasard l'engin, caché dans un distributeur de boissons, dans un autre immeuble voisin. Alors que le bâtiment est évacué, l'agent spécial en charge de l'opération, Darius Michaud reste, apparemment pour désamorcer la bombe. Cependant, il attend simplement que la bombe explose.
Dans les bureaux du FBI à Washington, D. C., les deux agents fédéraux sont réprimandés pour l'explosion car, outre Michaud et les millions de dollars de dégâts, trois pompiers et un jeune garçon sont morts lors de l'attentat. Mulder arrive en retard et conteste cette décision. Il tente de porter le chapeau pour protéger sa collègue, malgré l'opposition de Walter Skinner. De son côté, Dana Scully songe à démissionner pour reprendre ses activités médicales.
Ce soir-là, Fox Mulder est abordé dans la rue par le Dr Alvin Kurtzweil, qui dit être un ami de son père William Mulder. Le vieil homme explique que les « victimes » étaient déjà mortes et que l'explosion a servi à dissimuler la cause réelle de leur mort. Mulder lui prête peu d'attention et se rend chez Scully. Pendant ce temps, L'homme à la cigarette au Nord Texas, où le Dr Ben Bronschweig lui montre l'un des pompiers touchés par l'huile noire, qui a maintenant un organisme extraterrestre résidant à l'intérieur de son corps, tout en étant encore vivant. Le fumeur ordonne au scientifique de lui administrer un vaccin, mais de brûler le corps en cas d'échec.
Fulder et Scully se rendent ensuite à la morgue de l'hôpital militaire de Bethesda. Scully examine l'une des victimes supposées de l'attentat et trouve des preuves d'un virus extraterrestre. Mulder pousse sa collègue à réaliser une autopsie dont les résultats sont très mystérieux. Pendant ce temps, Mulder décide de se rendre chez le Dr Kurtzweil pour en savoir plus. Sur place, il découvre des policiers fouillant l'appartement car l'homme serait accusé de posséder des images pédo-pronographiques. Mulder parvient cependant à parler à Kurtzweil qui le met en garde sur l'intervention de la FEMA pour gérer les évènements du Texas. Le vieil homme lui parle de guerre biologique et d'un vaste plan Armageddon.
Plus tard, sur le site du North Texas, l'organisme extraterrestre sort du corps du pompier. La créature attaque et tue le Dr Bronschweig. Dans le Somerset, l'homme bien manucuré reçoit un appel de l'homme à la cigarette l'avertissant des récents évènement. Une réunion d'urgence du Consortium a ensuite lieu à Londres, sous les ordres de Conrad Strughold. Ce dernier ordonne de tuer Mulder et Kurtzweil.
Malgré les réticences de Scully, les deux agents se rendent sur le site du North Texas. Ils découvrent avec stupeur que les lieux ont été transformés à la hâte en un nouveau terrain de jeux. Mulder et Scully s'entretiennent par ailleurs avec les amis de Stevie, le garçon tombé à l'intérieur. Ils leur révèlent que les scientifiques sont partis une heure plus tôt. Conduisant dans la direction indiquée par les garçons, les deux agents fédéraux se retrouvent sur un terrain apparemment abandonné. Ils rencontrent cependant un train avec des camions-citernes blancs et le suivent jusqu'à un champ de maïs entourant deux dômes lumineux. Mulder et Scully pénètrent à l’intérieur des dômes, les grilles du sol s’ouvrent et des essaims d’abeilles s’envolent, submergeant les agents. Ils fuient à travers un champ de maïs adjacent, pourchassés par des hélicoptères noirs, mais parviennent à s'échapper lorsque les hélicoptères disparaissent.
Alors que Dana Scully participe à une nouvelle audition sur l'attentat, Mulder rencontre Kurtzweil pour tenter d'obtenir plus d'informations. Mulder rentre ensuite chez lui, où le rejoint Scully. Elle lui annonce son transfert à venir à Salt Lake City. Les deux agents, très marqués par tous les évènements récents, sont sur le point de s'embrasser lorsque Scully est piquée par une abeille qui s'était logée sous le col de sa chemise. Elle tombe rapidement inconsciente après une forte douleur à la poitrine. Mulder appelle alors les secours. Scully est emmenée en ambulance mais le chauffeur du véhicule tire sur Mulder. Ce dernier est touché à la tête et reste inconscient. Scully est ensuite ensuite placée dans une unité d'isolement et chargée dans un avion, sous l’œil de l'homme à la cigarette. Mulder se réveille ensuite dans un hôpital avec les « Lone Gunmen » et Walter Skinner a son chevet. Mulder décide de quitter discrètement les lieux et se faisant passer pour Byers. Il rencontre l'homme bien manucuré, qui vient d'appréhender Kurtzweil. Le vieil homme du Syndicat l'invite à le suivre dans sa limousine pour lui donner la localisation de Scully. L'homme bien manucuré lui donne un vaccin contre le virus extraterrestre qui a infecté Scully et lui dit qu'il n'a que 96 heures pour lui injecter. Il lui fait ainsi de nombreuses révélations sur la présence d'extraterrestres sur Terre depuis l'ère glaciaire. Après avoir abattu son chauffeur, l'homme lui conseille de se méfier de tout le monde. Alors que Mulder part, l'homme bien manucuré remonte dans sa limousine qui explose instantanément.
Quarante-huit heures plus tard, Mulder est sur les traces de Scully sur la terre de Wilkes en Antarctique grâce aux coordonnées obtenues. Il parvient à la retrouver dans une immense installation souterraine qui contient également de nombreux humains suspendus dans des enclos semblables à de la glace. Il brise le confinement de Scully et utilise le vaccin pour la réanimer, mais cela perturbe l'établissement et les extraterrestres enfermés tentent de s'échapper et attaquent Mulder. Présent sur place, l'homme à la cigarette prend la fuite. Mulder remonte quant à lui péniblement avec Scully à la surface. Alors que la glace s'effondre, un immense vaisseau extraterrestre émerge de sous la glace et s'envole. Mulder le regarde disparaître au loin tandis que Scully reprend pleinement conscience, sans vraiment voir l'appareil. Épuisé, Mulder s'évanouit. Scully le prend dans ses bras pour le réchauffer.
Lors d'une nouvelle audience dans les bureaux du FBI, le témoignage de Scully est ignoré alors que toutes les preuves liées aux évènements du North Texas sont détruites. Scully remet cependant la seule preuve restante — l'abeille qui l’a piquée — tout en déclarant que le FBI n’est actuellement pas en mesure d’enquêter sur cette preuve. Elle quitte ensuite la salle. Elle retrouve ensuite Mulder lisant un article qui évoque un virus au Texas tout en cachant les évènements réels. Mulder est très énervé par la situation et veut que Scully retourne travailler en médecine plutôt que de le suivre dans ses délires et ses obsessions. Mais Scully révèle qu'elle est prête à continuer à travailler avec lui, pour ne pas laisser leurs adversaires gagner.
À Tataouine en Tunisie, l'homme à la cigarette retrouve Conrad Strughold et lui révèle que Mulder reste une menace, car il a découvert le virus. Le fumeur remet par ailleurs au chef du Syndicat un télégramme lui révélant que l'unité « X-files » a été rouverte. On découvre dans le désert une installation agricole similaire à celle découverte par Mulder et Scully.

## Fiche technique
Sauf indication contraire, les informations mentionnées dans cette section peuvent être confirmées par la base de données cinématographiques IMDb,  présente dans la section « Liens externes ».
- Titre original : The X-Files: Fight the future
- Titre français : The X-Files, le film : Combattre le futur
- Titre québécois : Aux frontières du réel
- Réalisation : Rob S. Bowman
- Scénario : Chris Carter, d'après une histoire de Chris Carter et Frank Spotnitz, d'après la série créée par Chris Carter
- Musique : Mark Snow
- Direction artistique : Marc Fisichella (supervision) ; Gregory Bolton et Hugo Santiago
- Décors : Christopher Nowak (conception) ; Jackie Carr
- Costumes : Marlene Stewart (en)
- Photographie : Ward Russell (en)
- Montage : Stephen Mark
- Production : Chris Carter, Lata Ryan, Daniel Sackheim
- Sociétés de production : Ten Thirteen Productions et 20th Century Fox
- Société de distribution : 20th Century Fox
- Budget : environ 82 620 000 $ (57 620 000 $ production[2] + 25 000 000 $ publicité[réf. nécessaire])
- Pays de production :  États-Unis
- Langue originale : anglais
- Format : couleurs - 35 mm - 2,35:1 - DTS / Dolby Digital / SDDS
- Genre : science-fiction, thriller, policier, thriller
- Durée : 121 minutes
- Dates de sortie :
  - États-Unis : 19 juin 1998
  - Suisse romande : 7 octobre 1998
  - Belgique : 14 octobre 1998
  - France : 21 octobre 1998

## Distribution
- David Duchovny (VF : Georges Caudron) : Fox Mulder
- Gillian Anderson (VF : Caroline Beaune) : Dana Scully
- John Neville (VF : Jean-Claude Michel) : l'homme bien manucuré
- William B. Davis (VF : Jacques Brunet) : l'homme à la cigarette
- Martin Landau (VF : Marc de Georgi) : Dr Alvin Kurtzweil
- Mitch Pileggi (VF : Jacques Albaret) : le directeur-adjoint Walter Skinner
- Jeffrey DeMunn (VF : Yves Barsacq) : Ben Bronschweig
- Blythe Danner (VF : Annie Bertin) : Jana Cassidy
- Terry O'Quinn : l'agent spécial Darius Michaud
- Armin Mueller-Stahl (VF : Jean Lescot) : Conrad Strughold
- Lucas Black : Stevie
- Dean Haglund : Richard « Ringo » Langly
- Bruce Harwood : John Fitzgerald Byers
- Tom Braidwood : Melvin Frohike
- Don S. Williams : le premier aîné (First Elder en VO)
- George Murdock : le second aîné (Second Elder en VO)
- Michael Shamus Wiles : l'homme aux cheveux noirs
- Ted King : l'agent du FBI sur le toit
- Steve Rankin : un agent fédéral
- Gary Grubbs : le capitaine des pompiers Cooles
- Jason Beghe : un agent fédéral près de la bombe (non crédité)
- Glenne Headly : la barmaid (non créditée)

Sources et légende : Version française (VF) sur AlloDoublage

## Production

### Genèse et développement
Après cinq saisons de X-Files : Aux frontières du réel, Chris Carter voulait raconter l’histoire de la série à une plus grande échelle, ce qui impliquait finalement de faire un long métrage. Il expliqua plus tard que le principal problème était de créer une histoire pour laquelle le spectateur n'aurait pas besoin de se familiariser avec le décor et les différents arcs narratifs de la série. Avec l'aide de Frank Spotnitz, il écrit la majeure partie du scénario à Hawaï à Noël 1996. Ils ont utilisé la même méthode que celle qu'ils avaient utilisée pour écrire les épisodes et dessiner les scènes de la série sur de petites fiches 3x5. À la fin des vacances de Noël, toute l’histoire du film était écrite. À son retour d'Hawaï, Chris Carter cherchait du temps libre pour écrire le scénario. Il est retourné à Hawaï et a écrit en dix jours environ la moitié du scénario de 124 pages du film.
Chris Carter présente 90 pages du scénario à la Fox. Sans avoir un accord officiel du studio, Chris Carter obtient un budget et commence à planifier le tournage. Chris Carter engage alors Daniel Sackheim comme producteur du film. Ce dernier avait produit l'épisode pilote de la série, Nous ne sommes pas seuls, et réalisé plusieurs épisodes au cours des deux premières saisons. Pour le poste de réalisateur, Chris Carter fait appel à Rob Bowman, producteur délégué et réalisateur de nombreux épisodes de la série.
Pendant le tournage, l'équipe du film se donne beaucoup de mal pour préserver le secret autour de l'intrigue, notamment en imprimant le scénario sur du papier rouge pour empêcher les photocopies. Ils font de la désinformation aux médias et donne au film le nom de code Projet Blackwood. Le code a été déchiffré par des fans qui ont spéculé sur sa signification. Pendant la scène du nord du Texas, Blackwood County peut être vu sur les camions de pompiers répondant au garçon infecté. Selon Spotnitz, Blackwood n'avait aucune signification particulière.
Durant la préproduction, Chris Carter et Rob Bowman — trop occupés par la série télévisée — laissent Daniel Sackheim travailler seul. Ce dernier embauche Lata Ryan comme producteur exécutif. Une fois embauché, Ryan est autorisé à lire le scénario, uniquement devant les membres de Ten Thirteen Productions. À cette époque, la plupart des membres du personnel n’avaient eux-mêmes pas lu le scénario. Chris Nowak est ensuite embauché comme concepteur de production, Ward Russell comme directeur de la photographie et Bill Liams comme coordinateur de la construction.
Pour rendre le scénario du film plus grand » que la série, Chris Carter et Frank Spotnitz décident de commencer et de terminer le film dans un endroit extrême et d'expliquer les aspects de la mythologie non expliqués par la série. Après des recherches, ils décident d'ouvrir le film au Texas avec 35000 av. J.-C. avec des hommes des cavernes.

### Attribution des rôles
Les acteurs principaux de la série sont ici présents. Outre David Duchovny et Gillian Anderson qui reprennent leurs rôles de Fox Mulder et Dana Scully, Mitch Pileggi reprend son rôle de Walter Skinner et William B. Davis celui de l'homme à la cigarette. De nouveaux personnages sont par ailleurs campés par Martin Landau and Blythe Danner. La signature de ces acteurs a rompu avec ce qui était devenu une tradition pour X-Files car Chris Carter avait délibérément toujours choisi pour la série télévisée des acteurs pratiquement inconnus : « Dès qu'on met en scène un acteur dont le visage est très reconnaissable, on se retrouve dans une situation qui va à l'encontre de la réalité de la série. » Il a vu dans la création du film une chance de briser cette règle. Il propose par ailleurs à Glenne Headly le petit rôle de la barmaid. Fan de la série, elle a accepté avec enthousiasme.

### Tournage

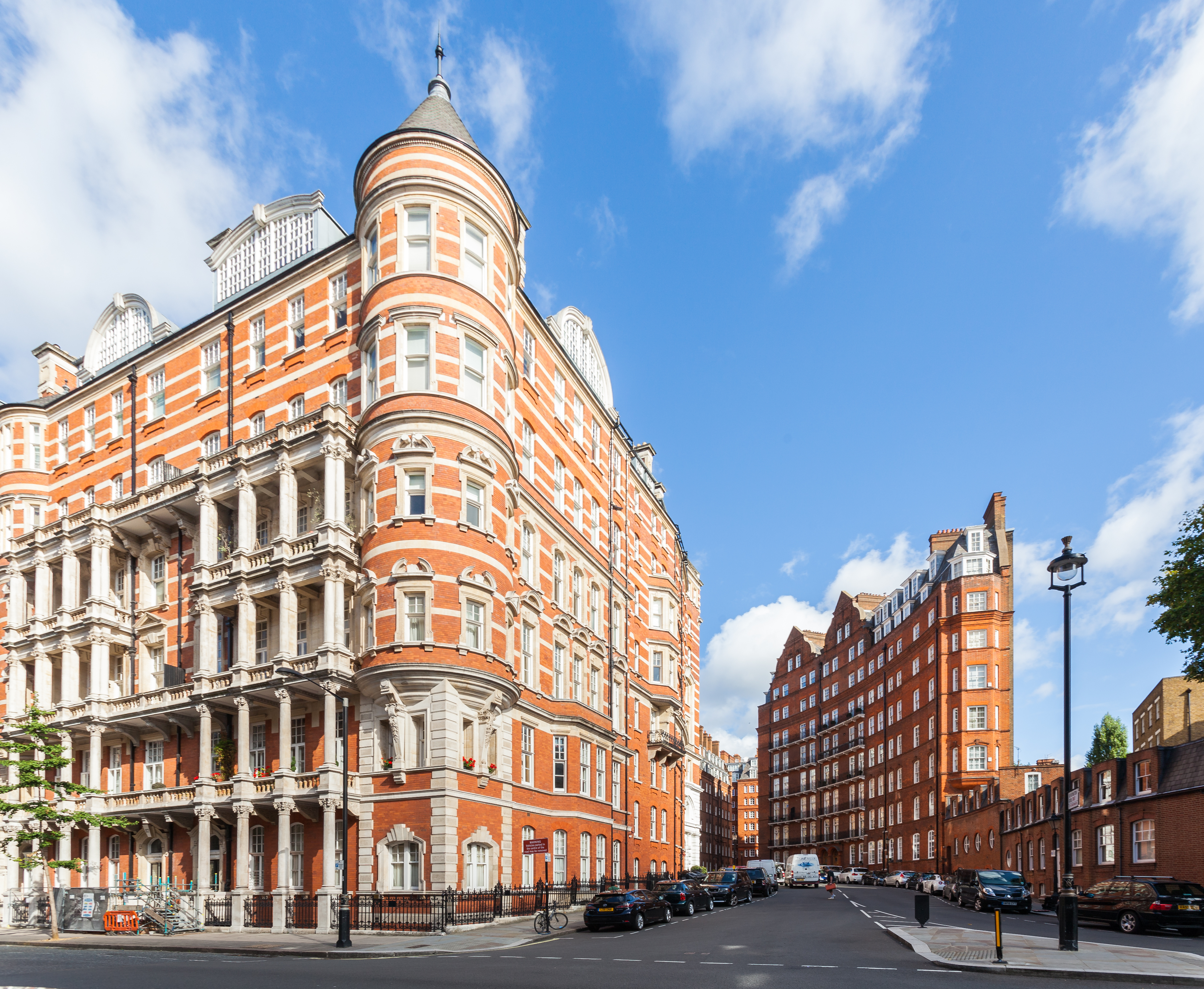
Le bâtiment Kensington Gore dans la Cité de Westminster sert de décor extérieur au film

Chris Carter et le réalisateur Rob Bowman voulaient filmer dans autant d'endroits différents que possible pour donner au film un aspect plus grandiose que la série télévisée,. Le studio valide un planning serré, avec seulement huit semaines de préproduction et 45 jours de tournage. La production doit alors revoir le nombre de jours de tournage en extérieur. Los Angeles sert ainsi de décors à plusieurs villes où se déroule l'intrigue (Dallas et Londres). Seuls quelques plans extérieurs seront tournés en Angleterre, notamment le Kensington Gore (en) dans la Cité de Westminster. La scène dans le champ de maïs est filmée à Bakersfield en Californie.
Les scènes enneigées, initialement prévues en Alaska, sont finalement tournées à Whistler en Colombie-Britannique, à proximité des lieux habituels de tournage de la série, à Vancouver. Les prises de vues principales débutent le 16 juin 1997.
Le film est tourné durant la pause entre celui des quatrième et cinquème saisons. Des re-shoots ont lieu durant les prises de vue pour la saison 5. En raison des exigences du tournage du film sur les horaires des acteurs, certains épisodes de la cinquième saison ne mettent pas en scène Mulder et Scully mais seulement l'un des deux.

### Musique

#### Original Motion Picture Score
La musique du film est composée par Mark Snow, déjà à l’œuvre sur la série télévisée. L'album publié par Elektra contient initialement 24 pistes. Une édition limitée plus complète est éditée par La-La Land Records en juillet 2014,.
Liste des titres
1. Threnody in 'X' (contient des éléments du thème du générique de la série)
2. B.C. Blood
3. Goop
4. Soda Pop
5. Already Dead
6. Cave Base
7. Remnants
8. Fossil Swings
9. Plague
10. Goodbye Bronschweig
11. Call to Arms
12. Crossroads
13. Corn Hives
14. Corn Copters
15. Out of Luck
16. Stung Kissing/Cargo Hold
17. Come and Gone
18. Trust No One
19. Ice Base
20. Mind Games
21. Nightmare
22. Pod Monster Suite
23. Facts
24. Crater Hug

#### The X-Files: The Album
En plus des compositions originales de Mark Snow, un autre album est commercialisé. Sorti le 2 juin 1998, il contient des chansons de divers artistes, dont plusieurs qui avaient contribué à l'album précédent Songs in the Key of X (1996). Il se compose principalement de reprises ou de remixes.
| Liste des titres | Liste des titres                                                              | Liste des titres  | Liste des titres | Liste des titres | Liste des titres | Liste des titres | Liste des titres | Liste des titres | Liste des titres |
| No               | Titre                                                                         | Interprètes       | Durée            |                  |                  |                  |                  |                  |                  |
| ---------------- | ----------------------------------------------------------------------------- | ----------------- | ---------------- | ---------------- | ---------------- | ---------------- | ---------------- | ---------------- | ---------------- |
| 1.               | One                                                                           | Filter            | 4:40             |                  |                  |                  |                  |                  |                  |
| 2.               | Flower Man                                                                    | Tonic             | 2:56             |                  |                  |                  |                  |                  |                  |
| 3.               | Walking After You                                                             | Foo Fighters      | 4:07             |                  |                  |                  |                  |                  |                  |
| 4.               | Beacon Light                                                                  | Ween              | 4:01             |                  |                  |                  |                  |                  |                  |
| 5.               | Invisible Sun                                                                 | Sting & Aswad     | 4:08             |                  |                  |                  |                  |                  |                  |
| 6.               | Deuce                                                                         | The Cardigans     | 3:32             |                  |                  |                  |                  |                  |                  |
| 7.               | One More Murder                                                               | Better Than Ezra  | 4:38             |                  |                  |                  |                  |                  |                  |
| 8.               | More Than This                                                                | The Cure          | 5:10             |                  |                  |                  |                  |                  |                  |
| 9.               | Hunter                                                                        | Björk             | 3:30             |                  |                  |                  |                  |                  |                  |
| 10.              | 16 Horses                                                                     | Soul Coughing     | 2:37             |                  |                  |                  |                  |                  |                  |
| 11.              | Crystal Ship                                                                  | X                 | 2:20             |                  |                  |                  |                  |                  |                  |
| 12.              | Black                                                                         | Sarah McLachlan   | 4:30             |                  |                  |                  |                  |                  |                  |
| 13.              | Teotihuacan                                                                   | Noel Gallagher    | 7:06             |                  |                  |                  |                  |                  |                  |
| 14.              | The X-Files Theme (Contient une apparition en morceau caché de Chris Carter,) | The Dust Brothers | 14:15            |                  |                  |                  |                  |                  |                  |
| 67:30            |                                                                               |                   |                  |                  |                  |                  |                  |                  |                  |

## Sortie et accueil

### Critique
Dans l'ensemble, le film est assez bien accueilli avec un score de 64 % sur 69 critiques comptabilisées sur le site Rotten Tomatoes, avec une note moyenne de 6,1/10. Sur Metacritic, il obtient un score de 60/100, sur la base de 23 critiques collectées.

### Box-office
Le film sort sur les écrans aux États-Unis et au Canada le 19 juin 1998 dans 2 650 salles de cinéma. Sur un budget total de production et de publicité estimé à 85 000 000 $, le film aurait encaissé 83 898 313 $ sur le continent nord-américain et environ 103 100 000 $ à l'international pour un total de 186 998 313 $ au niveau mondial, ceci en excluant les revenus de la vente des cassettes vidéo et des DVD.
| Pays ou région     | Box-office        | Date d'arrêt du box-office | Nombre de semaines |
| ------------------ | ----------------- | -------------------------- | ------------------ |
| France             | 1 774 253 entrées | -                          | -                  |
| États-Unis, Canada | 83 898 313 $      | 24 septembre 1998          | 14                 |
| Total mondial      | 186 998 313 $     | -                          | -                  |

## Distinctions
Entre 1998 et 2018, The X-Files, le film a été sélectionné 18 fois dans diverses catégories et a remporté 7 récompenses.

### Récompenses
| Année | Festivals de cinéma                                                                       | Prix                                                                                                | Lauréat(es)                                                                                               |
| ----- | ----------------------------------------------------------------------------------------- | --------------------------------------------------------------------------------------------------- | --- |
| 1998  | Bogey Awards                                                                              | Prix Bogey                                                                                          | - |
| 1999  | ASCAP / Société Américaine des Compositeurs, Auteurs et Éditeurs de Musique               | Prix ASCAP des meilleurs films au box-office                                                        | Mark Snow                                                                                                 |
| 1999  | Association du cinéma et de la télévision en ligne (Online Film & Television Association) | Prix OFTA de la meilleure actrice de science-fiction / fantastique / d’horreur                      | Gillian Anderson                                                                                          |
| 1999  | Association du cinéma et de la télévision en ligne (Online Film & Television Association) | Prix OFTA de la meilleure musique, partition originale de science-fiction / fantastique / d'horreur | Mike Oldfield et Mark Snow                                                                                |
| 1999  | Blockbuster Entertainment Awards                                                          | Blockbuster Entertainment Award de la meilleure actrice dans un film de science-fiction             | Gillian Anderson                                                                                          |
| 1999  | California on Location Awards                                                             | Prix COLA de l'équipe sur place de l'année - Série TV                                               | Ilt Jones, Mac Gordon, Marc J. Ventimiglia, France Myung Fagin, Paul Harrison et Ten Thirteen Productions |
| 2018  | Les prix Joey (The Joey Awards)                                                           | Prix Joey de la meilleure jeune actrice de 4-9 ans dans un rôle de la série télévisée               | Emma Oliver                                                                                               |

### Nominations
| Année | Festivals de cinéma                                                                       | Catégorie                                                          | Nommé(es)                                                   |
| ----- | ----------------------------------------------------------------------------------------- | ------------------------------------------------------------------ | ----------------------------------------------------------- |
| 1998  | International Film Music Critics Award (IFMCA)                                            | Meilleure musique originale pour un film d'horreur / thriller      | Mark Snow                                                   |
| 1998  | Motion Picture Sound Editors                                                              | Meilleur montage sonore - Effets sonores et bruitages dans un film | Sean Garnhart                                               |
| 1999  | Académie des films de science-fiction, fantastique et d'horreur - Saturn Awards           | Meilleur film de science-fiction                                   |                                                             |
| 1999  | Académie des films de science-fiction, fantastique et d'horreur - Saturn Awards           | Meilleur acteur                                                    | David Duchovny                                              |
| 1999  | Académie des films de science-fiction, fantastique et d'horreur - Saturn Awards           | Meilleure actrice                                                  | Gillian Anderson                                            |
| 1999  | Académie des films de science-fiction, fantastique et d'horreur - Saturn Awards           | Meilleur réalisateur                                               | Rob Bowman                                                  |
| 1999  | Académie des films de science-fiction, fantastique et d'horreur - Saturn Awards           | Meilleur maquillage                                                | Alec Gillis, Tom Woodruff Jr., Michael Mills et Greg Nelson |
| 1999  | Association du cinéma et de la télévision en ligne (Online Film & Television Association) | Meilleur ensemble de science-fiction / fantastique / d'horreur     | -                                                           |
| 1999  | Cinema Audio Society                                                                      | Meilleur mixage sonore d'un film                                   | Andy Nelson, Anna Behlmer et Geoffrey Patterson             |
| 1999  | Motion Picture Sound Editors                                                              | Meilleur montage sonore - Effets sonores et bruitages              |                                                             |
| 1999  | Prix Fangoria Chainsaw                                                                    | Meilleure actrice                                                  | Gillian Anderson                                            |